# You're Gonna Make Me Lonesome When You Go
You're Gonna Make Me Lonesome When You Go è un brano registrato da Bob Dylan il 30 dicembre del 1974 e pubblicato soltanto un anno dopo, nel gennaio del 1975: il singolo che anticipava l'uscita del suo nuovo album, Blood on the Tracks, pubblicato il giorno dopo. Durante la prima settimana raggiunse la 1ª posizione nella classifica Billboard 200 e la 4ª nella classifica degli album più venduti nel Regno Unito. L'album fu uno dei maggiori successi del cantante; ottenne, per tutto il pianeta, diversi dischi d'oro e di platino. Nel 2015 fu inserita nella Hall of Fame dei Grammy Awards.
Numerosi sono gli artisti che hanno omaggiato Dylan con una cover del brano, come Madeleine Peyroux, Shawn Colvin, Raul Malo, Mary Lou Lord, Mary Lee's Corvette, Maria Muldaur, Naked Eyes and Rhett Miller. La più famosa è quella di Miley Cyrus con Johnzo West, in seguito inserita nella compilation in onore dei 50 anni di carriera del cantante intitolata Chimes of Freedom. Il brano ha debuttato all'11º posto nella classifica Billboard 200 e vendendo più di 22 000 copie già nella prima settimana.

## Testo
Le parole del testo hanno dato luogo a molteplici interpretazioni; molti credono che la canzone descriva la burrascosa relazione di Bob Dylan con la moglie, durante il loro periodo di separazione. Ad affermare questa tesi fu Ellen Bernstein, compagna storica del cantante, durante un'intervista rilasciata nel 1974.

## Critiche e accoglienza
Secondo il Telegraph è "la canzone più semplice e bizzarra dell'album", ma rimane comunque insopportabile nella sua quasi spensierata dedizione all'inevitabilità del dolore romantico. Il Daily Telegraph lo ha descritto come "il capolavoro più realizzato di Dylan, impregnato di sangue lirico e di fulmini e osservazioni penetranti".